# Meliplebeia roubiki
Meliplebeia roubiki är en biart som först beskrevs av Connal Desmond Eardley 2004.  Meliplebeia roubiki ingår i släktet Meliplebeia, och familjen långtungebin. Inga underarter finns listade.

## Utseende
Ett förhållandevis litet bi med i huvudsak svart kropp, dock med omfattande, gula markeringar i ansiktet, gula band på mellankroppen, samt främre delen av bakkroppen rödaktig.

## Ekologi
Släktet Meliplebeia tillhör de gaddlösa bina, ett tribus (Meliponini) av sociala bin som saknar fungerande gadd. De har dock kraftiga käkar, och kan bitas ordentligt. Som många arter av gaddlösa bin är biet en viktig pollinatör av ekonomisk betydelse för jordbruket. Det förekommer att man skördar honung från vildlevande samhällen.

## Utbredning
Meliplebeia roubiki är en nyupptäckt art, och har ännu så länge endast observerats i Gabon i Centralafrika